# Cerkiew św. Paraskewy w Wysoczanach
Cerkiew św. Paraskewy w Wysoczanach – parafialna cerkiew greckokatolicka, zbudowana w 1994, znajdująca się w Wysoczanach.

## Historia obiektu
W 1805 lub 1810 w Wysoczanach powstała drewniana cerkiew greckokatolicka pw. św. Paraskewy. Była filią parafii w Płonnej. Spłonęła w czasie walk w 1944. Po powojennych wysiedleniach ludności łemkowskiej część z nich powróciła po 1956. W 1994 została zbudowana nowa świątynia greckokatolicka. Od 2002 pełni funkcję cerkwi parafialnej.

## Architektura i wyposażenie
Budowla na planie prostokąta murowana, otynkowana. Do prezbiterium dostawiona zakrystia. Nakryta dwuspadowym dachem krytym blachą. Nad nawą dach zwieńczony pozorną sygnaturą z unickim krzyżem. Wewnątrz znajduje się współczesny ikonostas autorstwa Haliny Kroguleckiej. Na początku XXI w. wnętrze ozdobiono polichromią.

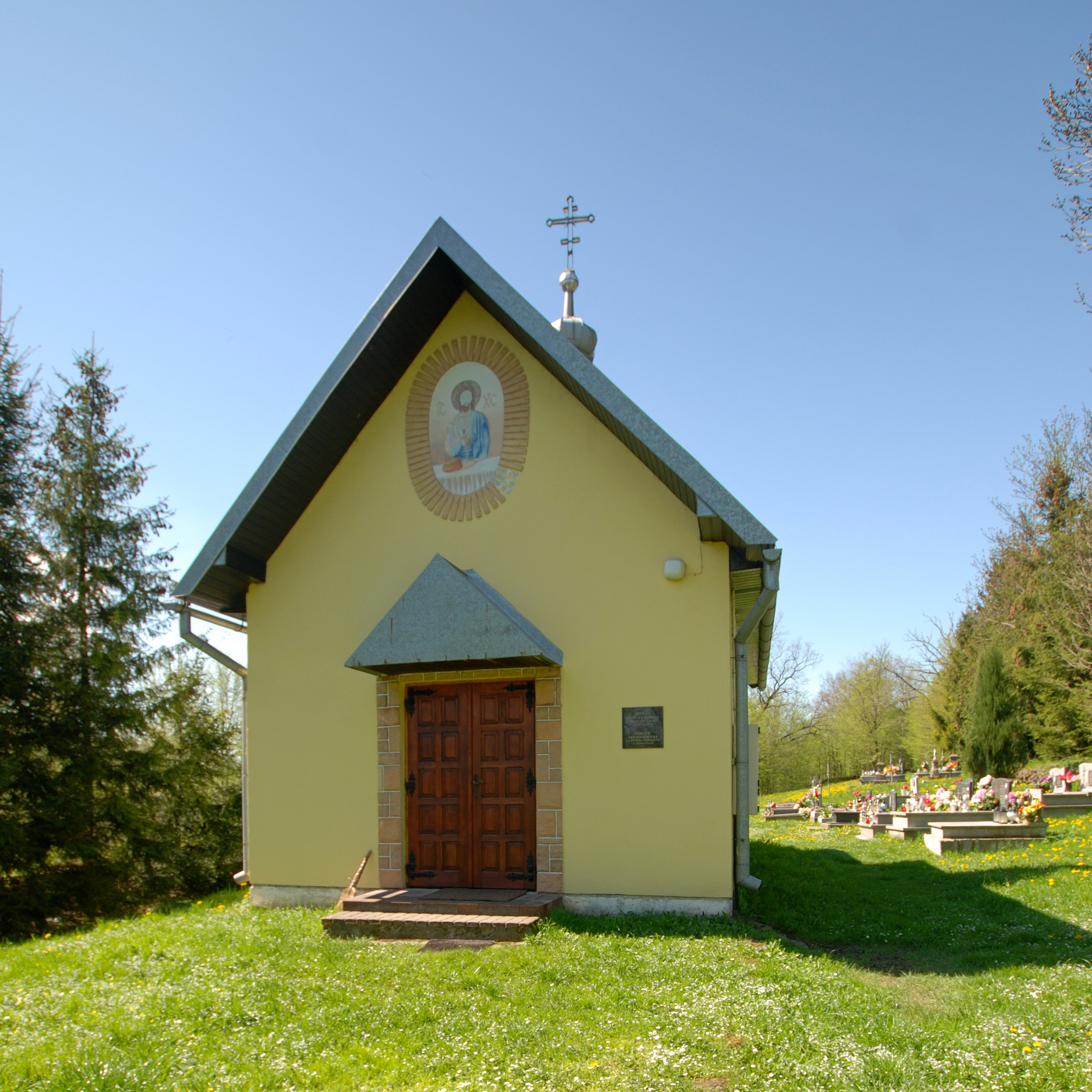
Elewacja frontowa
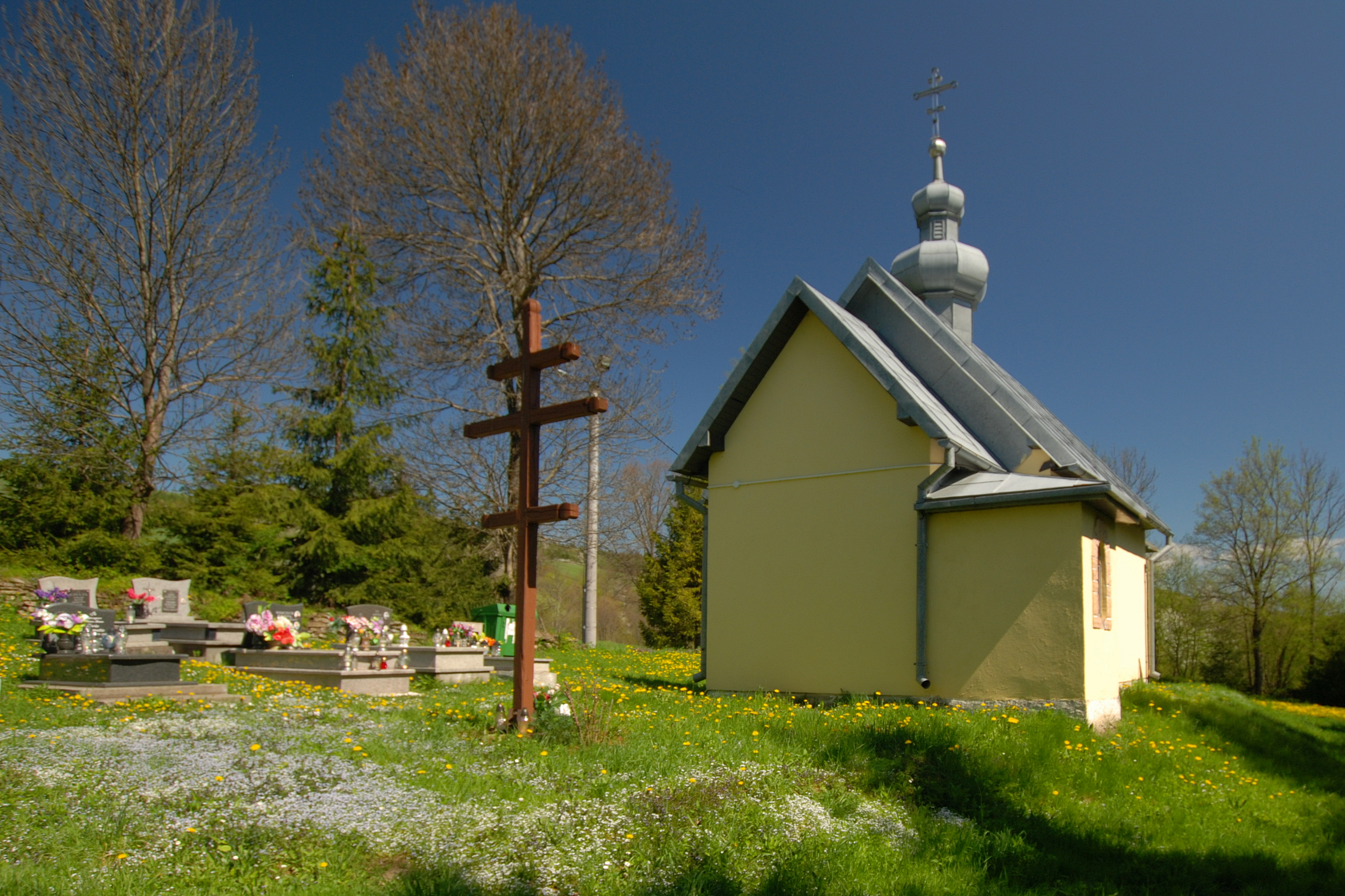
Widok od strony prezbiterium
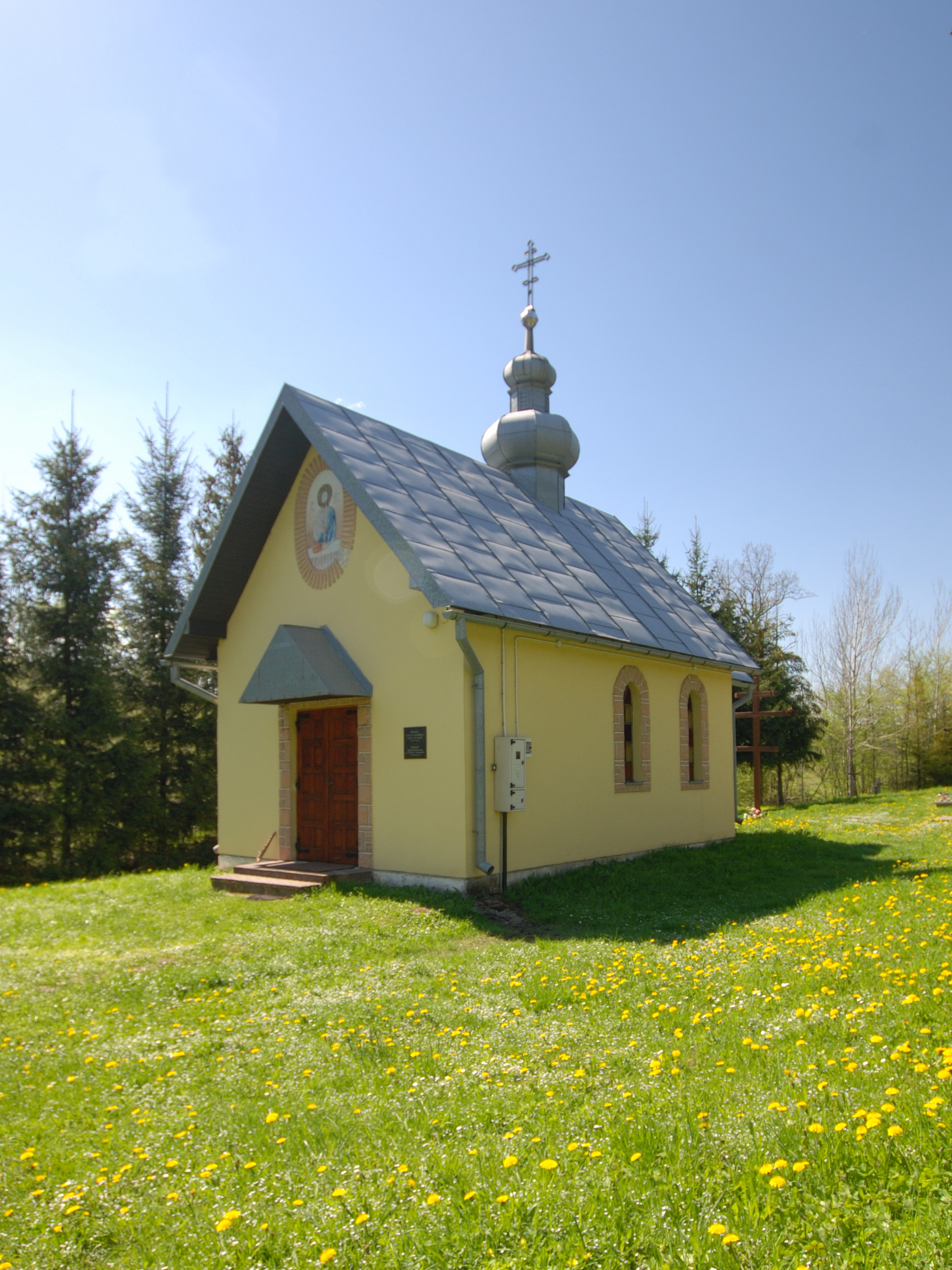
Elewacja boczna

## Wokół cerkwi
Obok świątyni znajduje się metalowa dzwonnica, nakryta czterospadowym dachem zwieńczonym kopułą z jednym dzwonem.